# الاستيلاء على روما
كان الاستيلاء على روما في 20 سبتمبر 1870 الحدثَ الأخير من عملية توحيد إيطاليا الطويلة المعروفة باسم ريزورجيمنتو، والذي يدل على هزيمة الدول البابوية بقيادة البابا بيوس التاسع وتوحيد شبه جزيرة إيطاليا تحت حكم الملك فيكتور إيمانويل الثاني من آل سفويا. أنهى الاستيلاء على روما هيمنة الدول البابوية التي استمرت لحوالي 1116 عام (من 754 وحتى 1870) تحت حكم الكرسي البابوي، ويجري إحياء الذكرى اليوم عبر جميع إيطاليا في شارع يحمل اسم «شارع العشرين من سبتمبر» موجود في كل بلدة فعليًا مهما كان حجمها.

## مقدمة
توفي كاميلو بينسو، كونت كافور، بعد مدة وجيزة من إعلان التوحيد، تاركًا لخلفائه مسؤولية حل المشاكل الرومانية ومشاكل البندقية المعقدة. كان النمساويون لا يزالون في البندقية وكان البابا لا يزال في روما. آمن كافور إيمانًا راسخًا بأن توحيد إيطاليا سيكون ناقصًا بدون روما العاصمة؛ نظرًا إلى المكانة التاريخية للمدينة الخالدة وذكرياتها الأبدية، إذ سيكون من المنطقي أن الإيطاليين لم يسمحوا لقوة أخرى بامتلاكها. قال خليفته ريكاسولي: «الذهاب إلى روما ليس مجرد صواب فحسب؛ إنما ضرورة صلبة لا يمكن تجاهلها». بالنظر إلى العلاقات المستقبلية بين الكنيسة والحكومة، كان الرأي الشائع لكافور يقول: «الكنيسة الحرة في الحكومة الحرة»؛ ما يعني أن الكنيسة ينبغي أن تكون حرة بشكل مطلق لتمارس سلطتها الروحية وتترك الشؤون السياسية للحكومة.

### حرب الاستقلال الإيطالية الثانية
خلال حرب الاستقلال الإيطالية الثانية، تعرض العديد من الدول البابوية للغزو من قِبل الجيش البييمونتي، وتشكلت مملكة إيطاليا الموحدة الجديدة في مارس 1861 حين اجتمع البرلمان الإيطالي في تورينو لأول مرة. في 27 مارس 1861، أعلن البرلمان روما عاصمة مملكة إيطاليا. على كل الأحوال، لم تقدر الحكومة الإيطالية على أخذ مقعدها في روما لأنها لم تكن تسيطر على أراضيها. بالإضافة إلى ذلك، بقيت حامية فرنسية في المدينة بأوامر الإمبراطور نابليون الثالث لدعم البابا بيوس التاسع، الذي كان مصممًا على ألا يسلم السلطة الدنيوية في دول الكنيسة. في يوليو 1870، في اللحظة الأخيرة لحكم الكنيسة على روما، عُقد المجمع الفاتيكاني الأول في المدينة، مؤكدًا عقيدة العصمة البابوبة.

### الحرب الفرنسية البروسية
بدأت الحرب الفرنسية البروسية في يوليو 1870، وفي بدايات أغسطس، استدعى نابليون الثالث حاميته من روما. لم يحتج الفرنسيين جنودًا لحماية أرضهم فحسب، إنما كان هناك قلق في باريس من أن تستخدم إيطاليا الوجود الفرنسي في روما كذريعة لشن حرب ضد فرنسا. في بدايات الحرب النمساوية البروسية، تحالفت إيطاليا مع بروسيا، وفضّل الرأي العام الإيطالي الجانب البروسي في بداية الحرب. خففت إزالة الوجود الفرنسي التوترات بين إيطاليا وفرنسا، وبقيت إيطاليا محايدة في الحرب الفرنسية البروسية.
مع رحيل الحامية الفرنسية، طالبت مظاهرات عامة واسعة النطاق الحكومةَ بالسيطرة على روما. لكن روما بقيت تحت الحماية الفرنسية على الورق، ومن ثم ظل الهجوم عليها يُعتبر كشنّ حرب ضد الإمبراطورية الفرنسية. علاوة على ذلك، على الرغم أن بروسيا كانت في حالة حرب مع فرنسا، فقد خاضت الحرب في تحالف غير مستقر مع دول جنوب ألمانيا الكاثوليكية التي حارب ضدها (بجانب إيطاليا) قبل أربع سنوات. على الرغم من أن رئيس وزراء بروسيا أوتو فون بسمارك لم يكن صديقًا للبابوية، كان يعلم أن أي حرب تضع بروسيا والكرسي البابوي في تحالف عداوة سوف تزعزع التحالف الحساس مع عموم ألمانيا بشكل شبه مؤكد، ومعها خططه الموضوعة بعناية للتوحيد الوطني. بالنسبة إلى إيطاليا وبروسيا، فإن أي خطوة خاطئة تتسبب بانهيار تحالف مع عموم ألمانيا لربما تجلب معها خطر التدخل الهنغاري النمساوي في صراع أوروبي أوسع.
قبل كل شيء، بذل بسمارك جهودًا دبلوماسية لإبقاء الصراع البروسي في الستينيات والسبعينيات من القرن التاسع عشر محليًا ومنعه من الخروج عن السيطرة والتصاعد نحو صراع أوروبي عام. بناءً على ذلك، لم تكن بروسيا فقط غير قادرة على توفير أي نوع من التحالف مع إيطاليا ضد فرنسا، بل وجب عليها حينذاك بذل جهود دبلوماسية للحفاظ على الحياد الإيطالي وحفظ السلام على شبه الجزيرة الإيطالية. رغم ذلك، كان الجيش الفرنسي يُعتبر الأقوى في أوروبا، وإلى أن تأخذ الأحداث في مكان آخر مسارها، كان الإيطاليون غير مستعدين لاستفزاز نابليون.

### اقتراح السلام لبيوس التاسع
أرسل الملك فيكتور إيمانويل الثاني الكونت «غوستافو بونزو دي سان مارتينو» إلى بيوس التاسع برسالة شخصية مفادها توفير اقتراح لحفظ ماء الوجه من شأنه أن يسمح بالتدخل السلمي للجيش الإيطالي إلى روما تحت ستار حماية البابا. بالإضافة إلى الرسالة، حمل الكونت معه وثيقة تقول إن عائلة لانزا تحضرت ووضعت عشرة بنود لتكون أساس الاتفاق بين إيطاليا والكرسي البابوي.
احتفظ البابا بالحصانة والامتيازات المتعلقة به كشخصية ذات سيادة. بقيت مدينة ليونين «تحت الولاية الكاملة للسيادة الحبرية». ضمنت الحكومة الإيطالية حرية البابا للتواصل مع العالم الكاثوليكي، فضلًا عن الحصانة الدبلوماسية لكل من السفراء والمبعوثين في الأرضي الأجنبية والدبلوماسيين الأجانب لدى الكرسي البابوي. دعمت الحكومة تمويلًا سنويًا دائمًا للبابا والكرادلة معادلًا للمبلغ الذي خصصته حاليًا من ميزانية الدولة البابوية، وستكلف جميع موظفي الخدمة المدنية البابوية والجنود على كشوف المرتبات الحكومية، مع معاشات تقاعدية كاملة طالما كانوا إيطاليين.

## بيوس التاسع يهرب من روما
وضع البابا مغادرة روما في عين الاعتبار عدة مرات خلال منصبه البابوي. في فترة مبكرة من منصبه في البابوية، انتشرت منظمات المواطنين السرية في جميع أنحاء روما، والتي دعت إلى إنشاء حكومة إيطالية دستورية منتخبة شعبيًا، وإزالة الوزارة بالكامل من مناصب السلطة الحكومية المؤقتة، وإلى الإعلان الفوري عن الحرب ضد النمسا بسبب إبقائها قوات الاحتلال العسكري الأجنبية في إيطاليا.
في 8 فبراير 1848، بدأت أعمال شغب في الشوارع ضد الحكم المؤقت للدول البابوية، وبحلول 14 مارس 1848، وجد بيوس التاسع نفسه مرغمًا على الاعتراف بدستور الاستقلال الإيطالي، لكن في خطبته الرسمية اللاحقة في 29 أبريل، أعلن بيوس التاسع، بصفته «أب المسيحية»، أنه لم يستطع قط أن يؤيد الحملة العسكرية الإيطالية العسكرية ضد الاحتلال النمساوي لإيطاليا.
مع تزايد تواتر الاحتجاجات الشعبية ضد الدول البابوية في جميع أنحاء شبه الجزيرة الإيطالية، استُنكر بيوس التاسع بشدة باعتباره خائنًا لإيطاليا. طُعن رئيس وزرائه بليغيرينو روسي حتى الموت بينما كان يصعد درجات قصر ديلا كانسيلاريا. في اليوم التالي، حاصر البابا حشدٌ كبير من المتظاهرين الغاضبين الذين تجمعوا في قصر كويرينال. أُطلقت النار على بالما، وهو أسقف بابوي، بينما كان يقف عند إحدى النوافذ، ثم قرر بيوس التاسع الفرار من روما والتخلي عن حكمه المؤقت إلى جمهورية دستورية إيطالية.

## الاستيلاء على روما من قبل رفاييل كادرونا
عبر الجيش الإيطالي بقيادة الجنرال رفاييل كادرونا الحدودَ البابوية في 11 سبتمبر وتقدم صوب روما، وقد تحرك ببطء على أمل التفاوض على دخول سلمي. تراجعت الحامية البابوية من أورفيتو وفيتربو وألاتري وفروسينوس وباقي المعاقل في لاتسيو، واقتنع البابا نفسه بحتمية الاستسلام. حين اقترب الجيش الإيطالي من الجدران الأوريلية التي تحمي المدينة، كانت القوات البابوية التي يقودها الجنرال هيرمان كانزلير مؤلفة من حراس سويسريين والقليل من قوات زوايفيس البابوية -وهم متطوعون من فرنسا والنمسا وهولندا وإسبانيا وباقي البلدان- بمجموع 13,157 بمواجهة 50,000 إيطالي.
وصل الجيش الإيطالي الجدران الأوريلية في 19 سبتمبر ووضع روما تحت الحصار. قرر بيوس أن استسلام المدينة لن يُمنح إلا بعد أن تكون قواته قد قاومت مقاومة كافية لتوضيح أن عملية الاستيلاء لم تكن مقبولة بصراحة تامة. في 20 سبتمبر، بعد اختراق مدفع لمدة ثلاث ساعات الجدران الأوريلية في بورتا بيا (بريشيا دي بورتا بيا)، دخلت فرقة مشاة بييمونتي روما. لقي 49 جنديًا إيطاليًا حتفهم مقابل 19 قتيلًا من قوات زوايفيس البابوية. ضُمت روما ومنطقة لاتسيو إلى مملكة إيطاليا بعد استفتاء عام في 2 أكتوبر.